# 国府町延命
国府町延命（こくふちょうえんめい）は、徳島県徳島市の町名。国府地区に属している。郵便番号は779-3128。

## 地理
徳島市の西部に位置。北は国府町矢野、東・南は鮎喰川を挟んで一宮町、西は国府町西矢野と境を接する。鮎喰川左岸堤防の北に広がる平地農村。標高10〜15m。鮎喰川デルタフォン（三角州状扇状地）の扇頂部に位置し、以西用水の月の輪集水池取入口が堤防下にある。
古代名方郡条理地割が一部に残る。中央を徳島県道207号鬼籠野国府線が条理に従って南北に走り、国府町府中で国道192号と接続する。国府町西矢野境の山麓には四国八十八箇所霊場第十四番札所・常楽寺とその奥の院・慈眼寺がある。

### 河川
- 鮎喰川

## 歴史
1967年（昭和42年）に名東郡国府町が徳島市に編入し、現在の町名となった。

## 世帯数と人口
2022年（令和4年）9月1日現在の世帯数と人口は以下の通りである。
| 町丁       | 世帯数  | 人口  |
| ---------- | ------- | ----- |
| 国府町延命 | 137世帯 | 293人 |

## 小・中学校の学区
市立小・中学校に通う場合、学区は以下の通りとなる。
| 番地 | 小学校             | 中学校             |
| ---- | ------------------ | ------------------ |
| 全域 | 徳島市立国府小学校 | 徳島市立国府中学校 |

## 交通

### 道路
一般国道
- 国道192号

都道府県道
- 徳島県道207号鬼籠野国府線

### 路線バス
徳島バス
- 延命
- 常楽寺前

## 施設
- 常楽寺（四国八十八箇所霊場第十四番札所）

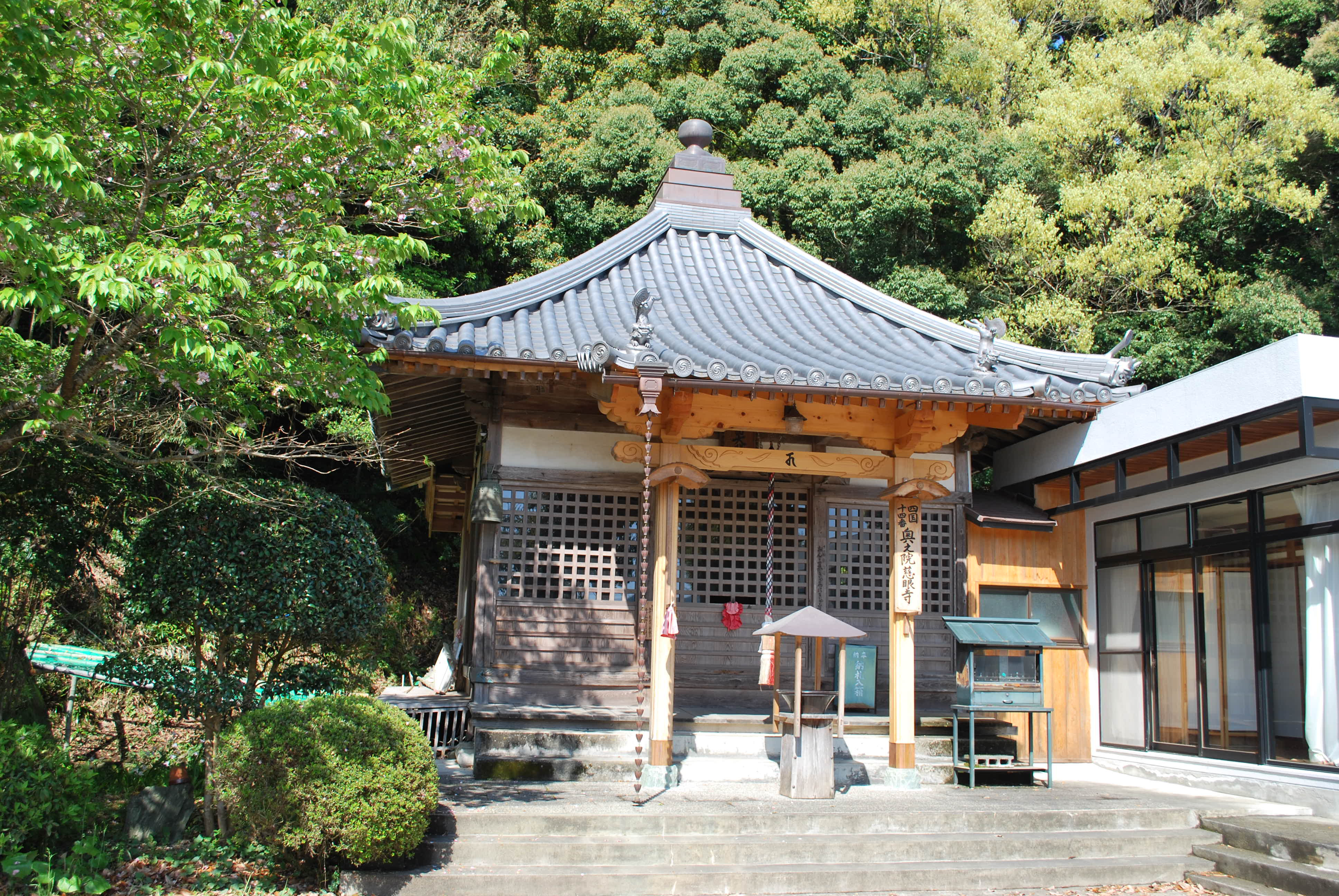
慈眼寺

- 慈眼寺（四国八十八箇所霊場・常楽寺奥の院）